# Bastionová pevnost

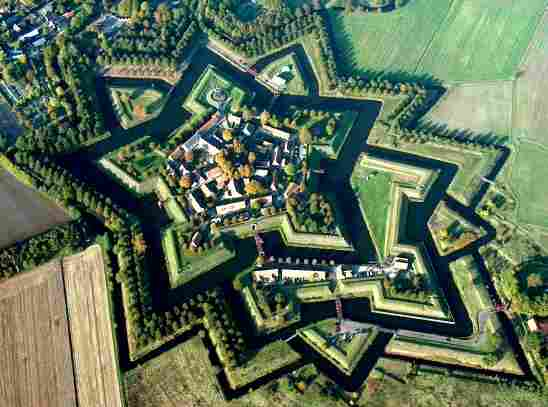
bastionová pevnost Bourtange, provincie Groningen v Nizozemsku

Bastionová pevnost je pevnost založená na bastionové soustavě.

## Historie
Bastionové opevnění se objevuje už v renesanci a bylo užíváno i v období klasicismu. Je následníkem opevnění rondelového.

## Bastionová soustava
Bastionová soustava umožňuje boční i frontální palbu, obranu, ale i aktivní působení v bitvě. Základem bastionové soustavy je pevnostní val z bastionů propojených kurtinou, který bývá obehnán příkopem. V ideálním případě má tvar osmiúhelníku. Délkové relace jsou odvozeny z dostřelu palebných zbraní.
Bastion je novověká modifikace bašty. Vystupuje mimo samotnou hradbu, ale nepřevyšuje ji, jak je tomu u hradební věže. Jeho hlavní výhodou je možnost odstřelování do stran, případně schopnost podporovat sousední bastion. Bastiony obvykle bývají sypány hlínou, mohou být však i duté. Vůči vnitřnímu prostoru pevnosti mohou být otevřené, nebo uzavřené. Tvar mohou mít různý. Hradba, která bastiony spojuje, se nazývá kurtina.
Bastionová soustava se vyznačuje stupňovitostí, která umožňuje palbu přes nižší prvky, nebo, pokud jsou už obsazeny nepřítelem, palbu do jejich prostor. Bývá postavena na zemním valu, nebo vystupuje z jiných zděných částí (např. pilířová konstrukce, kasematy). Někdy bývají kryty nadstropní vrstvou. Mohou být chráněny také ženijním způsobem, jako je zaplavení části příkopu nebo minová chodba.
V pokročilejším stádiu vývoje se objevují prvky vyrůstající na bastionu, které zvyšují palebné možnosti. Mezi ně patří kavalír, retranchement atd.
- Vnější pásmo
  - Glacis
  - Krytá cesta
  - Traverza
  - Shromaždiště
  - Luneta
  - Šíp
  - Čepec
- Střední pásmo
  - Ravelin
  - Reduit
  - Retranchement ravelinu
  - Kontrgarda
  - Kleště
  - Kaponiéra
- Vnitřní pásmo
  - Bastion
  - Kurtina
  - Hlavní brána
  - Vodní brána
  - Kavalír
  - Retranchement bastionu
- Předsunuté prvky
  - Rohová hradba (hornwerk)
  - Korunní hradba (kronwerk)